# Саранка (приток Инсара)
Сара́нка (устар. Сарлей) — река в России, левый приток Инсара. Протекает по территории Ленинского района городского округа Саранск в Мордовии.
Длина реки — около 8 км. Уклон русла — 6 м/км, его ширина достигает 3 м, глубина — 0,6 м.

## Этимология
Е. М. Поспелов относит происхождение названия реки (в XVII веке — «Сарлей») к морд. — «большое осоковое болото», «заболоченная пойма». По другой версии И. Д. Воронин возводит гидроним к названию урочища Саразкурт (с морд. — тетеревятник) — места где начинается река. Впоследствии по реке был назван Саранский острожек, находившийся на её берегу, а затем от крепости получил имя город Саранск.

## География
Начинается в дубово-осиновом лесу на западной окраине города. От истока течёт в восточном направлении. Впадает в Инсар слева у железнодорожной станции Посоп на высоте 122 м над уровнем моря. Во время паводков наблюдается подъём воды на 2,0 — 2,2 м.
В верховьях реки организован каскад прудов.